# Матвеева Сельга
Матве́ева Се́льга (вепс. Matfejansel’g, карел. Matfeinselgy) — деревня в Прионежском районе Республики Карелия, административно входит в состав Шелтозерского вепсского сельского поселения, комплексный памятник истории.

## Общие сведения
Располагается на юго-западном берегу Онежского озера.
В прошлом Курасельга — центр объединения деревень Матвеева Сельга (Посад), Мызникова Гора, Гимшина Гора, Калишкова Гора, Осташева Гора.
Деревня представляет историко-архитектурный интерес как пример поселения, традиционного для прионежских вепсов.

## История
Матвеева Сельга находится в 10 км от д. Залесье и 17 км на юг от с. Шёлтозеро.
Название деревня получила от жителей по фамилии Матвеевы, большинство семей в этой деревне носили такую фамилию. Сегодня в деревне самый большой старинный двухэтажный дом — дом Матвеевых.
В 1873 г. в Матвеевой Сельге жили вепсы (чудь): 157 мужчин, 180 женщин, 50 дворов. В деревне были православные церковь и часовня, две мельницы. К 1926 г. число крестьянских хозяйств выросло до 75 и 3 — некрестьянских, в которых проживало 288 человек.
Матвеева Сельга объединяет рад небольших деревень, расположенных на возвышенностях: Димшина Гора, Кирикова Гора, Музникова Гора, Осташева Гора, Центральная деревня Посад с деревянной церковью святого Архангела Михаила (1902) до наших дней не сохранилась.
В послевоенное время в д. Матвеева Сельга работали восьмилетняя школа и детский сад, фельдшерский пункт, почтовое отделение, пекарня. На месте двух колхозов в 1950-е гг. был создан колхоз «Труженик» в котором выращивали зерно, картофель и другие корнеплоды. Позднее колхоз был преобразован в бригаду совхоза «Шелтозерский»
20 апреля 1938 года по необоснованному обвинению в контрреволюционной деятельности, решением Особой тройки НКВД Карельской АССР, был расстрелян деревенский священник Михаил Васильевич Смирнов (1881—1938).

## Население
| 2002 | 2009 | 2010 | 2013 |
| ---- | ---- | ---- | ---- |
| 15   | ↘5   | →5   | ↗8   |

## Интересные факты
- Крестьянин деревни Матвеева Сельга Патраев Яков Гаврилович, герой Первой мировой войны, рядовой, был награждён военным орденом Святого Георгия 4-й степени[7].
- Крестьянин деревни Матвеева Сельга Варухин Иван Фёдорович (1893—?), герой Первой мировой войны, рядовой, был награждён военным орденом Святого Георгия 4-й степени[7].
- Памятник архитектуры второй половины XIX века — амбар Беляева из Матвеевой Сельги был перенесён в музей-заповедник «Кижи»[8].

- Амбар из Матвеевой Сельги в музее-заповеднике «Кижи»
- Утраченная церковь Михаила Архангела, 1943 год